# Élections législatives tchèques de 2006
Les élections législatives tchèques de 2006 (en tchèque : Volby do Poslanecké sněmovny Parlamentu České republiky 2006) se tiennent les 2 et 3 juin 2006, afin d'élire les 200 députés de la 5e législature de la Chambre des députés pour un mandat de quatre ans.
Le scrutin est marqué par la victoire à la majorité relative du Parti démocratique civique (ODS), dans l'opposition depuis 1998. Mirek Topolánek accède au pouvoir six mois plus tard, après avoir formé une coalition de centre droit et bénéficié de la dissidence de deux députés sociaux-démocrates.

## Contexte
Lors des élections législatives des 14 et 15 juin 2002, le Parti social-démocrate tchèque (ČSSD), au pouvoir depuis 1998 et dirigé, depuis 2001, par le ministre du Travail, Vladimír Špidla, était arrivé en tête avec 70 députés et 30,2 % des voix. Le Parti démocratique civique (ODS), du président de la Chambre, Václav Klaus, avait échoué à reprendre le pouvoir en ne remportant que 24,4 % des suffrages exprimés, soit 58 sièges.
Maintenant sa position de refus de gouverner avec le Parti communiste de Bohême et Moravie (KSČM), issu du Parti communiste tchécoslovaque (KSČ), troisième du scrutin avec 18,5 % des voix et 41 élus, le ČSSD avait préféré s'allier avec la coalition électorale regroupant l'Union chrétienne démocrate - Parti populaire tchécoslovaque (KDU-ČSL) et l'Union de la liberté-Union démocratique (US-DEU), dernière force représentée à la Chambre, ayant recueilli 14,2 % des voix et 31 députés, ce qui donnait au gouvernement une majorité de 101 sièges sur 200.
En 2003, bien que minoritaire au Parlement, l'ODS parvient à faire élire son fondateur, Václav Klaus, à la présidence de la République, profitant des dissensions au sein de la coalition gouvernementale. À la suite de la lourde défaite de sa formation aux élections européennes de 2004, Špidla avait remis sa démission au profit du ministre de l'Intérieur, Stanislav Gross, remplacé dès 2005 par Jiří Paroubek, après avoir été mis en cause dans un scandale immobilier.

## Mode de scrutin
La Chambre des députés (en tchèque : Poslanecká sněmovna) est la chambre basse du Parlement tchèque.
Elle se compose de 200 députés élus pour un mandat de quatre ans au scrutin proportionnel d'Hondt avec vote préférentiel dans 14 circonscriptions électorales qui correspondent aux 13 régions et à Prague.
Un seuil électoral est fixé à l'échelon national : 5 % des suffrages exprimés pour un parti, 10 % pour les coalitions de deux partis, 15 % pour les coalitions de trois partis et 20 % pour les coalitions de quatre partis et plus.
Lors du vote, en plus de celui pour la liste de parti de leur choix, les électeurs peuvent aussi indiquer leur préférence pour un maximum de quatre des candidats inscrits sur la liste. Les candidats recueillant plus de 5 % des suffrages préférentiels à l'échelon régional sont placés en haut de la liste de leur parti. Lorsque plusieurs candidats recueillent plus de 5 % des votes préférentiels, ils sont classés par ordre du nombre total de votes préférentiels qu'ils ont recueillis.
Le vote n'est pas obligatoire.

## Campagne

### Principales forces politiques
| Formation | Formation | Chef de file                              | Idéologie                                         | Résultats en 2002          |
| --------- | --- | ----------------------------------------- | ------------------------------------------------- | -------------------------- |
|           | Parti social-démocrate tchèque Česká strana sociálně demokratická                                                         | Jiří Paroubek (Président du gouvernement) | Centre gauche Social-démocratie, keynésianisme    | 30,2 % des voix 70 députés |
|           | Parti démocratique civique Občanská demokratická strana                                                                   | Mirek Topolánek                           | Droite Libéral-conservatisme, euroscepticisme     | 24,4 % des voix 58 députés |
|           | Parti communiste de Bohême et Moravie Komunistická strana Čech a Moravy                                                   | Vojtěch Filip (cs)                        | Gauche Communisme, marxisme, euroscepticisme      | 18,5 % des voix 41 députés |
|           | Union chrétienne démocrate - Parti populaire tchécoslovaque Křesťanská a demokratická unie - Československá strana lidová | Miroslav Kalousek                         | Centre droit Conservatisme, démocratie chrétienne | 14,2 % des voix 23 députés |
|           | Union de la liberté-Union démocratique Unie svobody - Demokratická unie                                                   | Pavel Němec (Ministre de la Justice)      | Centre gauche Libéralisme, social-libéralisme     | 14,2 % des voix 8 députés  |
|           | Parti vert Strana zelených                                                                                                | Martin Bursík                             | Centre Écologie politique                         | 2,36 % des voix 0 député   |

## Résultats

### Voix et sièges
|                           |                                                                       |           |       |       |        |               |
| Partis                    | Partis                                                                | Voix      | %     | +/-   | Sièges | +/-           |
|                           | Parti démocratique civique (ODS)                                      | 1 892 475 | 35,38 | 10,91 | 81     | 23            |
|                           | Parti social-démocrate tchèque (ČSSD)                                 | 1 728 827 | 32,32 | 2,12  | 74     | 4             |
|                           | Parti communiste de Bohême et Moravie (KSČM)                          | 685 328   | 12,81 | 5,70  | 26     | 15            |
|                           | Union chrétienne démocrate - Parti populaire tchécoslovaque (KDU-ČSL) | 386 706   | 7,22  | N/A   | 13     | 10            |
|                           | Parti vert (SZ)                                                       | 336 487   | 6,29  | 3,93  | 6      | 6             |
|                           | Démocrates européens (SNK ED)                                         | 111 724   | 2,08  | Nv.   | 0      | en stagnation |
|                           | Démocrates indépendants (ND)                                          | 36 708    | 0,68  | Nv.   | 0      | en stagnation |
|                           | Les Indépendants (NEZ)                                                | 33 030    | 0,61  | N/A   | 0      | en stagnation |
|                           | Parti du Bon Sens (cs) (Rozumní)                                      | 24 828    | 0,46  | 0,23  | 0      | en stagnation |
|                           | Bloc de droite (PB)                                                   | 20 382    | 0,38  | 0,21  | 0      | en stagnation |
|                           | Union de la liberté-Union démocratique (US-DEU)                       | 16 457    | 0,30  | N/A   | 0      | en stagnation |
|                           | Autres partis                                                         | 76 024    | 1,34  | -     | 0      | -             |
|                           |                                                                       |           |       |       |        |               |
| Suffrages exprimés        | Suffrages exprimés                                                    | 5 348 976 | 99,64 |       |        |               |
| Votes blancs et invalides | Votes blancs et invalides                                             | 19 519    | 0,36  |       |        |               |
| Total                     | Total                                                                 | 5 368 495 | 100   | -     | 200    | en stagnation |
| Abstentions               | Abstentions                                                           | 2 964 810 | 35,58 |       |        |               |
| Inscrits/Participation    | Inscrits/Participation                                                | 8 333 305 | 64,42 |       |        |               |

### Analyse
Avec un recul global de quatorze sièges, alors que le principal parti d'opposition progresse de vingt-trois députés, la coalition gouvernementale sortante est clairement sanctionnée. Toutefois, cette sanction porte sur les partenaires minoritaires du ČSSD, l'US-DEU étant même exclue de la Chambre avec un score extrêmement faible. Les sociaux-démocrates, même s'ils progressent et retrouvent leur niveau de 1998, perdent leur première place, au profit de l'ODS, qui obtient son meilleur score depuis sa création, et réalise la meilleure performance pour un parti aux élections législatives tchèques. Le recul se révèle également très fort pour le KSČM, qui parvient à se maintenir à la troisième place des forces politiques. Enfin, pour la première fois depuis 1990, le SZ dépasse le seuil des 5 % et accède donc à la Chambre des députés. Toutefois, l'addition des scores des partis de gauche leur accorde 100 députés, tandis que les formations identifiées à droite en réunissent 94.

### Conséquences
Prenant acte de l'arrivée en tête de l'ODS, le président Václav Klaus nomme, le 16 août, deux mois et demi après les élections, Mirek Topolánek président du gouvernement. Il propose, le 4 septembre suivant, un gouvernement formé de membres de l'ODS et d'indépendants. Le 3 octobre, il perd le vote de confiance à la Chambre, avec 99 voix contre et 96 voix pour. Il est toutefois reconduit, le 8 novembre, et entame des négociations avec la KDU-ČSL et le SZ, qui aboutissent le 9 janvier 2007. Il se soumet, dix jours plus tard, à un nouveau vote d'investiture, qu'il remporte par 100 voix pour et 97 voix contre.